# Dzień Pamięci Ofiar Zbrodni Katyńskiej
Dzień Pamięci Ofiar Zbrodni Katyńskiej – obchodzony jest corocznie 13 kwietnia. 

## Historia
Ten sposób upamiętnienia został wprowadzony uchwałą Sejmu Rzeczypospolitej Polskiej z dnia 14 listopada 2007 roku, przyjętą poprzez aklamację. Uchwała głosi: 

W hołdzie Ofiarom Zbrodni Katyńskiej oraz dla uczczenia pamięci wszystkich wymordowanych przez NKWD na mocy decyzji naczelnych władz Związku Sowieckiego z 5 marca 1940 r., Sejm Rzeczypospolitej Polskiej ustanawia dzień 13 kwietnia Dniem Pamięci Ofiar Zbrodni Katyńskiej.

Dzień ten nie jest dniem wolnym od pracy.

## Obchody

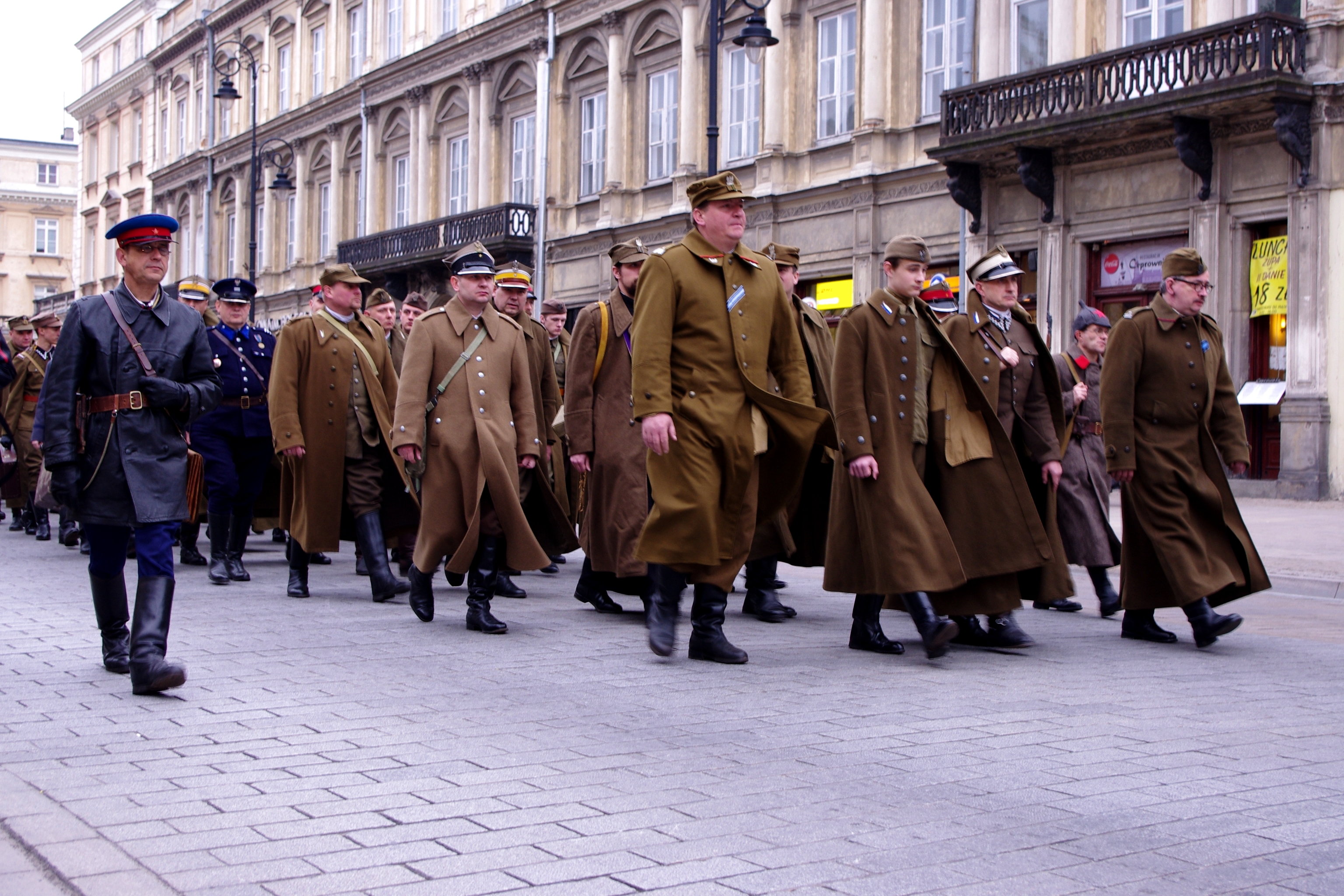
VII Katyński Marsz Cieni w Warszawie, zorganizowany z okazji obchodów Dnia Pamięci Ofiar Zbrodni Katyńskiej (2014)

Dzień Pamięci obchodzony jest w rocznicę opublikowania przez Niemców w 1943 roku informacji o odkryciu w ZSRR masowych grobów oficerów Wojska Polskiego. Związek Radziecki przyznał się oficjalnie do popełnienia zbrodni dopiero po pięćdziesięciu latach od dokonania mordu tj. 13 kwietnia 1990 roku, kiedy to Michaił Gorbaczow przekazał prezydentowi Wojciechowi Jaruzelskiemu listy przewozowe NKWD z obozów w Kozielsku i Ostaszkowie oraz spis jeńców obozu w Starobielsku. Od tego dnia, Dzień Pamięci obchodzono przez kilkanaście lat, jako Światowy Dzień Pamięci Ofiar Katynia.
W 2005 roku w Warszawie odbyła się demonstracja członków Komitetu Katyńskiego i przedstawicieli Rodzin Katyńskich przed ambasadą rosyjską. Odbyła się także msza polowa, złożono wieńce pod Pomnikiem Poległych i Pomordowanych na Wschodzie, a także wręczono odznaczenia dla 31 obywateli Rosji i Ukrainy zasłużonych w badaniu i upamiętnianiu ofiar zbrodni katyńskiej. Uroczystości odbywały się także w innych miastach.
W 2008 roku Polska Fundacja Katyńska ustanowiła Medal Dnia Pamięci Ofiar Zbrodni Katyńskiej.
Wypadające w 2010 roku obchody 70. rocznicy zbrodni katyńskiej zostały tragicznie przerwane. 10 kwietnia samolot rządowy z prezydentem Polski Lechem Kaczyńskim na pokładzie, lecący na uroczyste obchody w Katyniu, rozbił się pod Smoleńskiem. Wszyscy zginęli na miejscu, a uroczystość została odwołana.
Od 2008 roku Grupa Historyczna Zgrupowanie „Radosław” organizuje w Warszawie, z okazji Dnia Pamięci Ofiar Zbrodni Katyńskiej, tzw. Katyński Marsz Cieni.

## Upamiętnienia
W 2010 roku dla upamiętnienia 70-lecia zbrodni katyńskiej Poczta Polska wprowadziła do obiegu okolicznościowy znaczek pocztowy w bloczku Dzień Pamięci Ofiar Zbrodni Katyńskiej.